# 官港镇
官港镇，是中华人民共和国安徽省池州市东至县下辖的一个乡镇级行政单位。

## 行政区划
官港镇下辖以下地区：
官港村、黄柏村、许村、秧畈村、洪畈村、北城村、政元村、陈镇村、夏联村、民主村、新溪村、横岭村、杨村、古桥村、长溪村和乌竹村。